# Sergi López
Sergi López, född 22 december 1965 i Barcelona, är en spansk skådespelare.
López har bland annat medverkat i filmen En sydfransk affär och Pans labyrint. Han har även medverkat i TV-serien Järnhanden.

## Filmografi (i urval)
- 2002 – Dirty Pretty Things
- 2006 – Pans labyrint
- 2009 – En sydfransk affär
- 2022 – Pacifiction
- 2024 – Järnhanden (TV-serie)